# Egidio Romualdo Duni

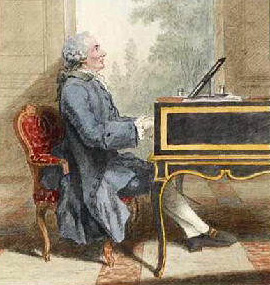
Egidio Romualdo Duni

Egidio Romualdo (o Romoaldo) Duni (Matera, 11 febbraio 1708 – Parigi, 11 giugno 1775) è stato un compositore italiano.

## Biografia
Allievo di Francesco Durante a Napoli, esordì nel genere dell'opera seria con Nerone e Adriano in Siria.
Dopo varie peregrinazioni in Europa e un soggiorno triennale (1743-1746) a Bari, dove ricoprì il posto di maestro di cappella a San Nicola, nel 1749 passò al servizio della corte filofrancese di don Filippo di Borbone.
Lì si mise in luce nel musicare due libretti di Charles Favart. Il rapporto con la poesia francese fu talmente positivo da convincerlo a trasferirsi a Parigi (1756), dove fece fortuna soprattutto grazie all'appoggio degli Enciclopedisti, i quali vedevano in lui il confutatore della tesi di Rousseau circa la non-musicabilità della lingua francese.
Nel 1761 Duni arrivò ad occupare il posto di direttore musicale della Comédie Italienne, per la quale continuò a comporre fino al 1770. È autore di poco più di una trentina di melodrammi.
Il musicista era ipocondriaco e a lui si ispirò il suo amico Carlo Goldoni per tratteggiare il personaggio del nevrastenico mercante polacco Guden nella commedia del 1756 Il medico olandese
Ad Egidio Romualdo Duni sono stati intitolati il conservatorio ed il cineteatro Duni di Matera, sua città natale. Alcune vie in diverse città d'Europa sono intitolate a lui. Inoltre ogni anno, nel mese di luglio, si svolge il Festival Duni: un ricco cartellone di eventi musicali dal rock al pop fino a sonorità medievali, che vivacizza la città dei Sassi.
Come lui anche il fratello maggiore Antonio era un compositore, pur se meno famoso, mentre Emanuele, uno dei fratelli minori, fu un importante giurista e filosofo.

## Composizioni

### Drammi per musica
Prime assolute
- Nerone (Francesco Silvani - Roma, Teatro Tordinona, 1735), opera d'esordio - revisione per la prima esecuzione in epoca moderna a cura di Carmine Antonio Catenazzo
- Adriano in Siria (Pietro Metastasio - ibidem, 1735)
- Alessandro nell'Indie (Pietro Metastasio - Prato, Teatro Pubblico, 1736)
- La tirannide debellata (Apostolo Zeno e Pietro Pariati - Milano, Teatro Regio Ducale, 1736)
- Demophontes king of Thrace (Pietro Metastasio - Londra, Haymarket Theatre, 1737)
- La Didone abbandonata (Pietro Metastsio - Milano, Teatro Regio Ducale, 1739)
- Catone in Utica (Pietro Metastasio - Firenze, Teatro della Pergola, 1739) - revisione per la prima esecuzione in epoca moderna a cura di Carmine Antonio Catenazzo
- Bajazet (Agostino Gaetano Piovene - ibidem, 1743)
- Artaserse (Pietro Metastasio - ibidem, 1744)
- Il Demetrio (musicato in collaborazione con Georg Christoph Wagenseil su libretto di Pietro Metastasio - ibidem, 1746)
- Il Ciro riconosciuto (Pietro Metastasio - Genova, Teatro del Falcone, 1748)
- L'Ipermestra (Pietro Metastasio - ibidem, 1748)
- Olimpiade (Pietro Metastasio - Parma, Teatro Regio Ducale, 1755)
- La buona figliuola (Carlo Goldoni - ibidem, 1756)

### Altri lavori
- Didone abbandonata (Tragedia di Pietro Metastasio con musiche, oltre a quelle del Duni, di Sarro, Porpora e Vinci - Roma, Teatro delle Dame, 1732).
- La semplice curiosa (Componimento drammatico, tradotto dal francese, di Pietro Pertici - Firenze, Teatro del Cocomero, 1751; di attribuzione incerta)
- Giuseppe riconosciuto (Componimento drammatico di Pietro Metastasio - Bitonto, Cattedrale, 1759, ma probabilmente risalente al 1736 ca.)

### Opere francesi
- Ninette à la cour (Parma, Teatro Regio Ducale, 1755)
- La Chercheuse d'esprit (Parigi, 1756) opera d'esordio sulla scena francese.
- La Peintre amoureux de son modèle (ibidem, 1757)
- Le Docteur Sangrado (Saint-Germain-en-Laye, 1758)
- La fille mal gardée (Parigi, 1759)
- La Veuve indécise (ibidem, 1759)
- L'isle de foux (ibidem, 1760)
- Nina et Lindor (ibidem, 1761)
- Mazet (ibidem, 1761)
- La bonne fille (ibidem, 1762)
- Le retour au village (ibidem, 1762)
- La Plaidreuse et le Procés (ibidem, 1763)
- Le milicien (Versailles, 1763)
- Les deux Chasseurs et la Laitière (Parigi, 1763)
- Le rendez-vous (ibidem, 1763)
- La Fée Urgèle (Fontainebleau, 1765)
- La Clochette (Parigi, 1766)
- Les Moissonneurs (ibidem, 1768)
- Les Sabots (ibidem, 1768)
- La rosière de Salenci (musicato in collaborazione con Adolphe Benoît Blaise, François-André Danican Philidor e Pierre-Alexandre Monsigny - ibidem, 1769)
- Themire (Fontainebleau, 1770)

## Altre composizioni
- Messa a 5
- Te Deum
- 6 Sonate a tre
- Minuetti e contradanze